# 棘下筋
棘下筋（きょくかきん、英語: infraspinatus muscle）は、上肢帯の筋である。肩甲骨の棘下窩・棘下筋膜の内面（広範囲）から起始し、筋束は集中して外方へ向かい、上腕骨大結節の中部に停止する。作用は、肩関節の外旋・上部は外転・下部は内転である。神経は、肩甲上神経C5・C6。
棘上筋、肩甲下筋、小円筋と共に回旋筋腱板（ローテーターカフ）を形成している。